# Malanda
Malanda ist eine Stadt mit 1.707 Einwohnern in den Atherton Tablelands, im nördlichen Queensland, Australien. Sie liegt 25 km südöstlich von Atherton und damit in einem der feuchtesten Teile der Atherton Tablelands. Etwa 10 km nördlich befindet sich das Gebiet des Crater-Lakes-Nationalparks mit Lake Eacham und Lake Barrine, außerdem befindet sich dort der Lake-Tinaroo-Stausee.
Um Malanda gibt es verschiedene Orte (z. B. der Winfield Park) an denen man mit etwas Glück die scheuen Schnabeltiere antreffen kann.